# München – Reifenwechsel leichtgemacht
München – Reifenwechsel leichtgemacht ist ein Sampler mit Bands aus dem Münchener Neue-Deutsche-Welle- und Punk-Umfeld, dessen Erstauflage 1981 von Lächerlich Records veröffentlicht wurde. Bei der ersten Auflage wurde der LP ein umfangreiches Booklet des Dadaisten Mark Sargent beigefügt. 1998 wurde der Sampler von Schlecht und Schwindlig Records wiederveröffentlicht.

## Bedeutung
Reifenwechsel leicht gemacht war nach den EPs Beliebte Melodien aus deutschem Süden (mit Marionetz, Störtrupp und Junks) sowie dem Münchensampler von Gruft Records (mit Tollwut, Dagowops, Dustbins und Die Leidtragenden) der erste LP-Sampler der Münchener Punkszene und hat so dazu beigetragen, der dortigen Szene eine eigene Identität zu geben und lokale Bands auch überregional bekannt zu machen. So war die Platte u. a. das Debüt von ZSD und auch später überregional bekannte Bands wie Marionetz oder F. S. K. waren vertreten.

## Trivia
- Auf dem Sampler befand sich ein Hinweis mit der ironischen Aufforderung „Selbstjustiz durch Fehleinkäufe! Bezahlen Sie nicht mehr als 39,90DM “, woraufhin einige Plattenläden ihn wirklich für 39,90 DM verkauften.
- Der Journalist Hollow Skai bemerkte zu der Anzahl der Titel auf dem Sampler, dass dabei die Illuminaten am Werk gewesen seien, da die 23 die Zahl der Illuminaten sei.[1]

## Titelliste
1. Durchfall – Aggressionen
2. Zero Zero – Onkel aus Sebiria
3. Early Ledder – Isn't It Romantic
4. ZSD – Hau ab
5. Ski und der Rest – Der offene Kreis
6. Marionetz – Teenager Star
7. FKK Strandwixer – Die Nacht der leitenden Reichen
8. Ernst des Lebens – Häschen
9. Die kleinen Strolche – Alfred ist die deutsche Hure
10. Ameisensäure – Bullen
11. Konsumgeil – Anormal
12. Instant Music – Do Not
13. Marionettes – Was kann ich tun
14. Fredy Grosser Band – Manchmal
15. Freiwillige Selbstkontrolle – Hippie Melodie
16. Notes – Numerus Clausus
17. Brechreiz – Du liegst mir im Herzen
18. Bastard – Arbeitslos
19. Tony Titt and the Torpedos – Blue Street
20. Deutsches Froileinwunder – Zu oft im Lipstick
21. Störtrupp – Tote Stadt
22. Reiz des Neuen – Gilda
23. Michael Heinkel – München grüsst Düsseldorf